# 樋口楓のこんな良い時間に何してんねん!
『樋口楓のこんな良い時間に何してんねん!』（ひぐちかえでのこんなよいじかんになにしてんねん!）は、文化放送制作のラジオ番組（アニラジ）である。にじさんじ所属のVTuberである樋口楓がパーソナリティを務める。
番組ハッシュタグは「#なにらじ」。

## 概要
関西系VTuber・樋口楓のひとりしゃべりのほか、ゲストとのトークをする。

## コーナー
- 何してんねん!（笑）[4]

樋口が思わず「何してんねん!」と言いたくなる、日常の出来事を募集する。
- でろ〜んQ（キュー）[4]

樋口に雑学クイズを出題するコーナー。クイズに1問正解すると1ポイントで、20ポイント貯まると樋口がご褒美を獲得できる。メールには問題、正解、解説（簡単でOK）を合わせて募集している。
- 最後は質問で締めろと誰が言った?[4]

質問で締めない、気楽に樋口に伝えたいことを募集する。

## 放送回・ゲスト
- 第6回 - 来栖りん[5]
- 第7回 - 佐々木李子[6]
- 第8回 - 降幡愛[7]
- 第10・11回 - 小市眞琴・熊田茜音 （『転生したら第七王子だったので、気ままに魔術を極めます』特集その1・2）[8][9]
- 第14回 - 村上奈津実（NACHERRY）[10]
- 第15回 - 戌亥とこ・リゼ・ヘルエスタ（さんばか）[11]
- 第16回 - 桜野羽咲・相田詩音（ARCANA PROJECT）[12]
- 第17回 - 花宮ハナ・天野ひかる（ARCANA PROJECT）[13]
- 第19回 - TRUE[14]
- 第22回 - RUCCA、馬渕直純[15]
- 第23回 - MindaRyn[16]
- 第24・25回 - 安藤紗々[17][18]
- 第26回 - るいまる・パーミー（ビバラッシュ）[19]
- 第27回 - 森田和樹[20]
- 第28・29回 - 瀬戸美夜子[21][22]
- 第34回 - Liyuu[23]
- 第35回 - 薮島朱音・坂倉花（Liella!）[24]
- 第36回 - 相良茉優・法元明菜（虹ヶ咲学園スクールアイドル同好会）[25]
- 第37回 - 桜野羽咲・花宮ハナ（ARCANA PROJECT）[26]
- 第38回 - 伊波杏樹・小林愛香（Aqours）[27]
- 第39回 - 2024年振り返り回[28]
- 第40回 - 2025年スタート[29]
- 第41回 - 「でろ〜んQ」再スタート[30]
- 第42回 - おめがレイさん、おめがリオ（おめがシスターズ）[31]
- 第43回 - 叶[32]
- 第44・45回 - 鈴木愛奈[33][34]
- 第46・47回 - 本渡楓・佐々木李子 （『日本へようこそエルフさん。』特集その1・2）[35][36]
- 第48回 - TRUE[37]
- 第51回 - 天川れみ・尾本侑樹奈（LINKL PLANET）[38]
- 第59回 - 春日さくら・咲川ひなの・百瀬帆南（前橋ウィッチーズ特集）[39]
- 第60回 - 鈴原希実・結那（Liella!）[40]
- 第63回 - mekakushe[41]
- 第69回 - 天川れみ・荒井芽依（[[[LINKL PLANET]]）[42]
- 第72回 - 岬なこ[43]
- 第73回 - 佐々木李子[44]

## 出張版!樋口楓のこんな良い時間に何してんねん!
2025年3月期限定で新番組『出張版!樋口楓のこんな良い時間に何してんねん!』を放送する。放送時間は期間中の火曜22時45分〜22時55分頃。当該時間帯で放送されている『レコメン!』に内包され、全4回の放送となる。毎回ゲストにライブ配信サービス「17LIVE」で活躍するライバーを招き、樋口とのフリートークを展開する。週替わりゲストはshiho_bscl、みくぽん、月守ルナ。